# Santa Bárbara de Nexe
Santa Bárbara de Nexe é uma aldeia portuguesa sede da freguesia de Santa Bárbara de Nexe, freguesia pertencente ao município de Faro, freguesia com 38,22 km² de área e 4379 habitantes (censo de 2021), tendo, por isso, uma densidade populacional de 114,6 hab./km², o que lhe permite ser classificada como uma Área de Baixa Densidade (portaria 1467-A/2001)..

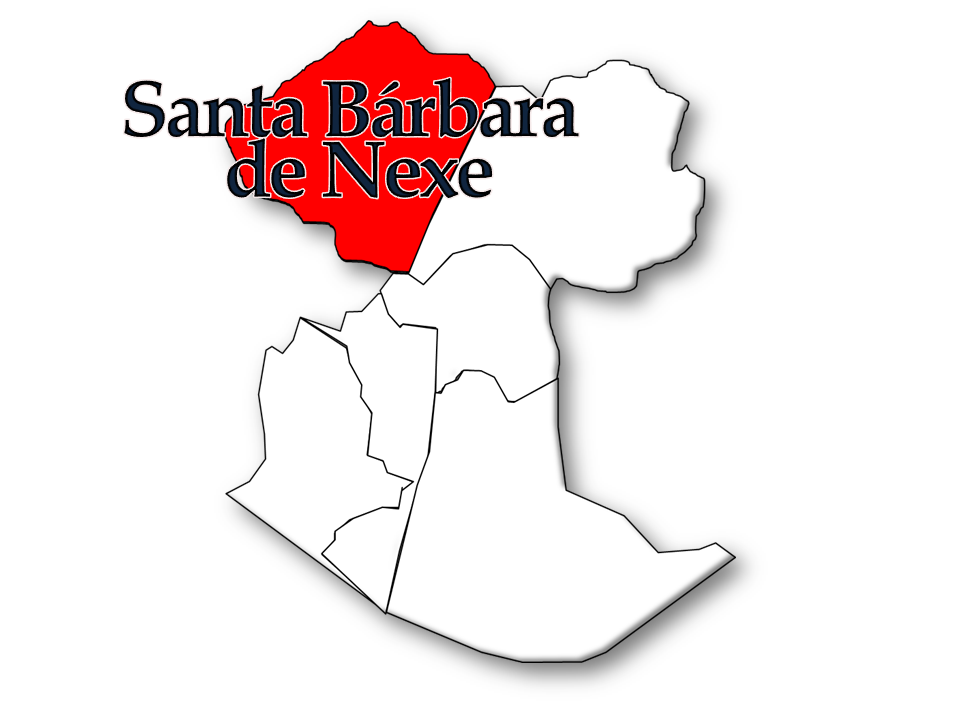
Localização da freguesia de Santa Bárbara de Nexe no município de Faro

## Demografia
A população registada nos censos foi:
| Ano  | 0-14 Anos | 15-24 Anos | 25-64 Anos | > 65 Anos |
| 2001 | 550       | 463        | 2188       | 918       |
| 2011 | 491       | 351        | 2140       | 1134      |
| 2021 | 539       | 362        | 2141       | 1337      |

## Identidade
A Terra de Nexe, em pleno Barrocal, entre a serra e o mar, com a sua Igreja Matriz e com vistas sobre o litoral, caracteriza-se, desde há vários séculos, pela habitação e pequenos núcleos populacionais dispersos. Atualmente também é reconhecida como destino turístico e nas áreas da música de acordeão e do trabalho artístico em pedra[carece de fontes?].

## Localização
No Algarve, Portugal, entre Faro, Loulé e São Brás de Alportel, entre o mar e a serra, num ambiente mediterrânico, a 10 km do Aeroporto Internacional de Faro e de várias praias e campos de golfe, é servida pela EM 520 e pelos nós de Loulé-Sul e Faro / S. Brás da A22-Via do Infante. Nos seus limítrofes encontra-se o Estádio Algarve e o Parque das Cidades.

## Localidades
Segundo Batista Lopes na Corografia do Reino do Algarve a freguesia, além da Aldeia de Santa Bárbara de Nexe, compõem os seguintes casais ou lugarejos: Agostos, Aldeia, Benatrite, Bordeira, Canal, Charneca, Colmeal, Falfosa, Goldra de Baixo, Goldra de Cima, Gorjões,  Ladeira, Laranjeira, Medronhal, Palhagueira, Pé do Cerro, Poço Mouro, Telheiro e Valados.

## Atividades Principais
Turismo, comércio, pequenas indústrias, extracção e transformação de pedra, serviços e agricultura.

## História
A presença humana na Freguesia de Santa Bárbara de Nexe remonta à transição do Paleolítico Médio para o Paleolítico Superior (há cerca de 30.000 anos) e aos povos da pré-história pré-romana da Península Ibérica, nomeadamente os cinetes ou cónios. Foi posteriormente influenciada pelos Fenícios, incorporada pelos Romanos, parte do Reino Visigótico da Hispânia, e conquistada pelos mouros e incorporada no Algarbe Alandalus.
A freguesia viria a ser incorporada no Reino de Portugal durante o período final da Reconquista Portuguesa contra os mouros, em 1271, pelo Rei D. Afonso III. A mais antiga referência escrita sobre esta Freguesia, ao lugar de “Neixe”, parece ser de 1291 numa delimitação dos Termos (Concelhos) de Faro e Loulé. Refira-se ainda que a construção da Igreja Matriz começou no XIV, no lugar de uma antiga ermida já existente, onde se dizia que “aconteciam milagres” e que era local de romagens regionais. Santa Bárbara de Nexe passou a Freguesia no século XVI.
O habitante mais antigo conhecido da Freguesia foi o cidadão romano Sexto Numísio Eros (do século II), referido numa lápide funerária local.

## Património

### Património Cultural
- Igreja Matriz de Santa Bárbara de Nexe - A construção da Igreja Matriz, uma das maiores e mais importantes no Algarve rural, começou no século XIV, no lugar de uma antiga ermida já existente, onde eram relatados “milagres” e que era local de romagens regionais. Foi alvo de importantes intervenções nos séculos XVII e XVIII. É um edifício de três naves de cinco tramos, com arcos ogivais suportados por colunas. Um arco triunfal exuberantemente decorado com ramos e troncos, em puro estilo manuelino, separa a nave central da capela-mor, cuja cobertura é decorada por uma abóbada estrelada, de cinco chaves, ligadas por combados em forma de corda. A nave virada a norte possui três capelas, possuidoras de pinturas do século XVI, retábulos de talha barroca e "rocaille. Também se evidenciam vários revestimentos de azulejos de padronagem e um painel de azulejos figurativos que encima o arco triunfal.
- Ermida de Santa Catarina dos Gorjões - Templo de origem tardo-medieval (século XV), com uma única nave e capela-mor. É uma ermida de cariz popular e grande singeleza de linhas, de planta longitudinal com contrafortes.
- O acordeão em Bordeira, faz deste sítio da Freguesia uma capital de compositores e executantes deste instrumento musical, entre os quais José Ferreiro Pai (a alma do verdadeiro corridinho e o autor do célebre corridinho “Alma Algarvia") e João Barra Bexiga (o filósofo da vida vivida e eterno romântico do acordeão).
- A arte da cantaria e os trabalhos artísticos em pedra, com as referências de grandes mestres do século XX: Anicetos de Bordeira, nomeadamente Dionísio Aniceto, João Madeira e Tomás Ramos.
- Moinhos de vento e poços de água ancestrais.

### Património Natural
No barrocal algarvio, entre o mar e a serra, a Terra de Nexe é um autêntico anfiteatro natural mediterrânico nas primeiras encostas da Serra de Monte Figo, com vistas deslumbrantes sobre a Ria Formosa e o Oceano Atlântico, muito apreciadas pelos turistas.

## Tradições
As charolas são a manifestação cultural mais tradicional e genuína da Freguesia de Santa Bárbara de Nexe, sendo únicas na região no improviso e na ausência de simbologia religiosa: nos primeiros dias de cada ano, grupos de homens e/ou mulheres, acompanhados de instrumentos (acordeão, castanholas, pandeiretas, ferrinhos e por vezes clarinete e saxofone), actuam em Festivais em Santa Bárbara de Nexe, Bordeira e arredores, casas particulares de amigos e nos cafés da zona, entoando cantigas e lançando quadras improvisadas (“vivas”) saudando o ano novo e os amigos, num clima de amizade, alegria e alguma crítica social e política. As Charolas da Terra de Nexe, em meados do século XX, atingiram os mais altos patamares da música centrada no acordeão com a participação dos mestres acordeonistas bordeirenses José Ferreiro Pai e João Barra Bexiga, assim como da poesia popular com a participação de grandes poetas populares como António Aleixo e Clementino Baeta.

## Produtos Locais
Artesanato de empreita, abegoaria, cantaria de pedra e pedra artística, doces de amêndoa e figo.

## Percursos
Percursos pedestres, a partir de vários pontos da Terra de Nexe, tendo os ancestrais moinhos de vento como referência, por caminhos rurais antigos, permitem deleitar-se com a flora e fauna mediterrânica, paisagens deslumbrantes e o património antigo dos moinhos de vento e poços de água.

## Informação
Festas/Feiras/Mercados: Charolas (1 e 6 de janeiro), Carnaval, Feira do Caracol e da Nêspera (3º domingo de abril), Comemorações do 25 de Abril, Festa do Borrego Assado (1 de maio), Festivais de Folclore (julho e agosto), Nexemostra (feira de artesanato, gastronomia e música tradicional no último fim de semana de setembro).